# Besta-deild kvenna
La Besta-deild kvenna (anteriormente llamada Úrvalsdeild kvenna) es la máxima categoría del fútbol femenino en Islandia. Se fundó en 1972 y actualmente la juegan diez equipos. El campeón se clasifica para la Liga de Campeones.
El Breidablik UBK es el equipo más laureado de la liga con 18 títulos, seguido por el Valur Reykjavík con 11 y el KR Reykjavík con 6. Desde 2011 se han sumado al palmarés el Stjarnan y el Thor-KA Akureyri.
La temporada 2013 la jugaron el UMF Afturelding, el Breidablik, el FH Hafnarfjördur, el UMF Selfoss, el Stjarnan, el Thor-KA, el Throttur Reykjavík, el Valur, el ÍBV Vestmannaeyjar y el HK-Vikingur Reykjavík.

## Campeones
- 1972: FH Hafnarfjördur
- 1973: Ármann Reykjavík (1)
- 1974: FH Hafnarfjördur
- 1975: FH Hafnarfjördur
- 1976: FH Hafnarfjördur (4)
- 1977: Breidablik UBK
- 1978: Valur Reykjavík
- 1979: Breidablik UBK
- 1980: Breidablik UBK
- 1981: Breidablik UBK
- 1982: Breidablik UBK
- 1983: Breidablik UBK
- 1984: ÍA Akranes
- 1985: ÍA Akranes
- 1986: Valur Reykjavík
- 1987: ÍA Akranes (3)
- 1988: Valur Reykjavík
- 1989: Valur Reykjavík
- 1990: Breidablik UBK
- 1991: Breidablik UBK
- 1992: Breidablik UBK
- 1993: KR Reykjavík
- 1994: Breidablik UBK
- 1995: Breidablik UBK
- 1996: Breidablik UBK
- 1997: KR Reykjavík
- 1998: KR Reykjavík
- 1999: KR Reykjavík
- 2000: Breidablik UBK
- 2001: Breidablik UBK
- 2002: KR Reykjavík
- 2003: KR Reykjavík (6)
- 2004: Valur Reykjavík
- 2005: Breidablik UBK
- 2006: Valur Reykjavík
- 2007: Valur Reykjavík
- 2008: Valur Reykjavík
- 2009: Valur Reykjavík
- 2010: Valur Reykjavík
- 2011: Stjarnan
- 2012: Þór/KA Akureyri
- 2013: Stjarnan
- 2014: Stjarnan
- 2015: Breidablik UBK
- 2016: Stjarnan (4)
- 2017: Þór/KA Akureyri (2)
- 2018: Breidablik UBK
- 2019: Valur Reykjavík (11)
- 2020: Breidablik UBK (18)
- 2021: Valur (12)
- 2022: Valur (13)
- 2023: Valur (14)
- 2024: Breiðablik (19)